# جون لامونت
جون لامونت (بالإنجليزية: John Lamont)‏ هو سياسي بريطاني، ولد في 15 أبريل 1976 في المملكة المتحدة. حزبياً، نشط في الاسكتلنديون المحافظون ‏.

## مناصب
- في الانتخابات التشريعية البريطانية 2017، انتخب عضو برلمان المملكة المتحدة الـ57 عن دائرة بيرويكشيري، روكسبورغ وسيلكيرك وقد انضم خلال فترته النيابية ‏ (8 يونيو 2017 – ) للكتلة البرلمانية حزب المحافظين.
- في 2016 Scottish Parliament election [الإنجليزية]‏، انتخب Member of the 5th Scottish Parliament ‏ عن دائرة Ettrick, Roxburgh and Berwickshire (Scottish Parliament constituency) [الإنجليزية]‏ وقد انضم خلال فترته النيابية [الإنجليزية]‏ (5 مايو 2016 – 4 مايو 2017) للكتلة البرلمانية الاسكتلنديون المحافظون [الإنجليزية]‏.
- في الانتخابات النيابية العمومية الاسكتلندية 2011 [الإنجليزية]‏، انتخب عضو البرلمان الاسكتلندي الرابع ‏ عن دائرة Ettrick, Roxburgh and Berwickshire (Scottish Parliament constituency) [الإنجليزية]‏ وقد انضم خلال فترته النيابية [الإنجليزية]‏ (5 مايو 2011 – 24 مارس 2016) للكتلة البرلمانية الاسكتلنديون المحافظون [الإنجليزية]‏.
- في الانتخابات النيابية العمومية الاسكتلندية 2007 [الإنجليزية]‏، انتخب عضو البرلمان الاسكتلندي الثالث ‏ عن دائرة Roxburgh and Berwickshire (Scottish Parliament constituency) [الإنجليزية]‏ وقد انضم خلال فترته النيابية [الإنجليزية]‏ (3 مايو 2007 – 22 مارس 2011) للكتلة البرلمانية الاسكتلنديون المحافظون [الإنجليزية]‏.

## وصلات خارجية
- الموقع الرسمي